# با شادمانی چرخ می‌زنیم (فیلم)
با شادمانی چرخ می‌زنیم (به انگلیسی: Merrily We Roll Along)، یک فیلم رو به اکران آمریکایی در ژانر موزیکال به نویسندگی و کارگردانی ریچارد لینکلیتر است. فیلم‌نامه این فیلم براساس موزیکالی به همین نام نوشته شده است. لینکلیتر که پیش‌تر فیلم پسرانگی را در یک دوره ۱۲ ساله ساخته بود، قرار است که این فیلم را در طی ۲۰ سال فیلم‌برداری کند. پل مسکال، بن پلت و بنی فلداستین ستارگان اصلی فیلم هستند.

## داستان
فرانکلین شپارد آهنگساز مستعد برادوی می‌باشد که دوستان و حرفه خود را رها می‌کند تا یک تهیه‌کننده هالیوود شود.

## بازیگران
- پل مسکال در نقش فرانکلین شپارد
- بن پلت در نقش چارلی کرینگاس
- بنی فلداستین در نقش مری فلاین

## ساخت
در ۲۹ اوت ۲۰۱۹ بلوم هاوس پروداکشنز توانست حق ساخت فیلم را دریافت کند وظیفه کارگردانی آن برعهده ریچارد لینکلیتر و به تهیه‌کنندگی جیسون بلام، جینجر سلج و جاناتان مارک شرمن ساخت آن آغاز شد.

### فیلمبرداری
فیلمبرداری این فیلم قرار است تا سال ۲۰۴۰ طول بکشد.